# رون هانسن (لاعب كرة قاعدة)
رون هانسن (بالإنجليزية: Ron Hansen)‏ هو لاعب كرة قاعدة أمريكي، ولد في 5 أبريل 1938 في أوكسفورد في الولايات المتحدة.

## وصلات خارجية
- رون هانسن على موقعبيزبول رفرنس.كوم (الدوري الرئيسي) (الإنجليزية)
- رون هانسن على موقعبيزبول رفرنس.كوم (الدوري الثانوي) (الإنجليزية)